# Stigmatogobius pleurostigma
Stigmatogobius pleurostigma es una especie de pez de la familia de los Gobiidae en el orden de los Perciformes.

## Morfología
- Los machos pueden llegar a alcanzar los 6,4 cm de longitud total.
- Número de  vértebras: 27.[1][2]

## Hábitat
Es un pez de clima tropical y bentopelágico.

## Distribución geográfica
Se encuentra en el Vietnam, Tailandia, Malasia, Singapur e Indonesia.

## Observaciones
Es inofensivo para los humanos. 